# Susceptância
Susceptância (B) é a medida da franquia ou permissão à passagem da corrente elétrica causada por elemento passivo de circuito dotado de propriedades de campos variantes no tempo, sendo, contudo, não apenas a parte oposta por campos variantes no tempo, indutiva, se campo magnético, capacitiva, se campo elétrico, mas medida que depende de todos os parâmetros impeditivos.
Num circuito de corrente elétrica alternada senoidal, no caso geral (em que estão presentes todos os elementos passivos clássicos, resistor, indutor e capacitor), a susceptância vale o quociente do componente da corrente que está em quadratura com a tensão pela tensão aplicada. Equivalentemente, ela é medida também pelo quociente da reatância do circuito pelo quadrado do módulo da impedância.
No caso particular (e ideal) de um circuito passivo apenas reativo (indutivo e/ou capacitivo), a susceptância será precisamente igual ao inverso multiplicativo da reatância resultante.
Em análise fasorial, diz-se corretamente que susceptância é a parte imaginária da admitância, enquanto a parte real  é representada pela condutância.
No Sistema Internacional de Unidades (SI), susceptância, assim como condutância e admitância, em circuitos elétricos, é medida em siemens (S).

## Histórico
Oliver Heaviside (1850 – 1925), cientista, engenheiro eletricista, matemático e físico inglês, foi um dos pioneiros da moderna engenharia elétrica. Introduziu o uso dos números complexos no estudo de circuitos elétricos, inventou técnicas matemáticas para a solução de equações diferenciais de tipos mais tarde considerados equivalentes a transformadas de Laplace, entre muitas realizações. Ademais, ele efetivamente cunhou vários termos específicos da engenharia elétrica. Com efeito, em junho de 1887, utilizou o termo "permitância" com a significação da atual suceptância, o qual, depois, tornou-se susceptância 

## Caso geral
Da mesma forma que, fisicamente, reatância é parte da medida da oposição à passagem da corrente elétrica (a parte oposta por campos variantes no tempo, indutiva, se campo magnético, capacitiva, se campo elétrico), enquanto a outra parte é desempenhada pela resistência (a parte oposta por degradação energética, jóulica ou ôhmica) — mas são todas medidas de oposição, com susceptância dá-se o contrário.
Susceptância — de modo semelhante, mas contrário à reatância — é parte da medida de franquia ou permissão à passagem da corrente elétrica (aqui, contudo, não apenas a parte oposta por campos variantes no tempo, indutiva, se campo magnético, capacitiva, se campo elétrico, senão, medida de franquia que depende de ambos os parâmetros impeditivos: reatância e, também, resistência).

## Definições
Admitância é formalmente definida como o inverso multiplicativo da impedância:
{\displaystyle Y={\frac {1}{Z}}}
Doutro lado, a identidade binomial que define admitância (em moldes semelhantes à impedância) é:
{\displaystyle Y=G+jB\,}
na qual
Y é a admitância, medida em siemens (anteriormente dita mho, o inverso do ohm).
G é a condutância, medida em siemens.
j é a unidade imaginária, e
B é a susceptância, medida em siemens.
Visto que impedância é definida binomialmente por:
{\displaystyle Z=R+jX\,}
Tem-se que:
{\displaystyle Y=G+jB\,={\frac {1}{R+jX}}}
O uso do conjugado {\displaystyle {\overline {Z}}=R-jX.\,} produz:
{\displaystyle G+jB\,=\left({\frac {R}{R^{2}+X^{2}}}\right)+j\left({\frac {-X}{R^{2}+X^{2}}}\right)\,}
Ao se reconhecerem, lado a lado, as partes real e imaginária, igualando-se as partes imaginárias:
{\displaystyle B=Im(Y)=\left({\frac {-X}{R^{2}+X^{2}}}\right)={\frac {-X}{|Z|^{2}}}}

## Circuito apenas reativo
Evidentemente, num circuito passivo apenas reativo (indutivo e/ou capacitivo), a susceptância será precisamente igual ao negativo do inverso multiplicativo da reatância resultante:
{\displaystyle B=-{\frac {1}{X}}} e ainda será medida em siemens